# Johann Kresnik
 (juillet 2019).
Si vous disposez d'ouvrages ou d'articles de référence ou si vous connaissez des sites web de qualité traitant du thème abordé ici, merci de compléter l'article en donnant les références utiles à sa vérifiabilité et en les liant à la section « Notes et références ».
Johann Kresnik, né le 12 décembre 1939 à Sankt Margarethen bei Bleiburg en Carinthie et mort le 27 juillet 2019 à Klagenfurt, est un danseur, chorégraphe et metteur en scène autrichien.
Il est l'un des fondateurs du nouveau théâtre dansé allemand, ses spectacles misent sur la provocation et font régulièrement débat.

## Biographie
La carrière de Johann Kresnik débute à Graz où il suit des cours de danse en parallèle avec une formation d'outilleur. Après un passage à Cologne et à Brême, il a été engagé à Heidelberg, en 1980. Dans sa production Sylvia Plath, Kresnik a reconstitué les trois derniers jours de la poétesse américaine, qui s'est suicidée à Londres, en 1963, à l'âge de 30 ans.
En 2008, il met en scène trente-cinq hommes et femmes de plus de cinquante ans, entièrement nus, dans une interprétation insolite de l'opéra de Giuseppe Verdi, Un bal masqué, à l'Opéra d'Erfurt. Ces figurants y sont affublés d'un masque de Mickey et se meuvent dans un décor représentant les ruines du World Trade Center...